# امریکن بریج
شرکت امریکن بریج یا شرکت پل آمریکایی یک شرکت مهندسی عمران بخش خصوصی است که متخصص در ساخت و ساز و نوسازی پل‌ها و دیگر پروژه‌های عمرانی بزرگ است. در سال ۱۹۰۰ تأسیس شد، این شرکت در کورپلیس، پنسیلوانیا، یکی از حومه‌های پیتزبورگ مستقر است.
این شرکت بسیاری از پل‌ها را در ایالات متحده و جاهای دیگر ساخته است. ثبت تاریخی مهندسی آمریکایی در کتابخانه کنگره موجود است و دست کم ۸۱ پروژه دیگر توسط این شرکت ساخته شده‌است از جمله این موارد می‌توان به ساخت برج ویلیس، ساختمان امپایر استیت.، ساختمان کرایسلر، لنت‌های راه‌اندازی، تفریحی، در طول جنگ جهانی دوم، پل امریکایی برای فرود هواپیما و سایر ماشین‌های هوانوردی برای نیروی دریایی آمریکا اشاره کرد.

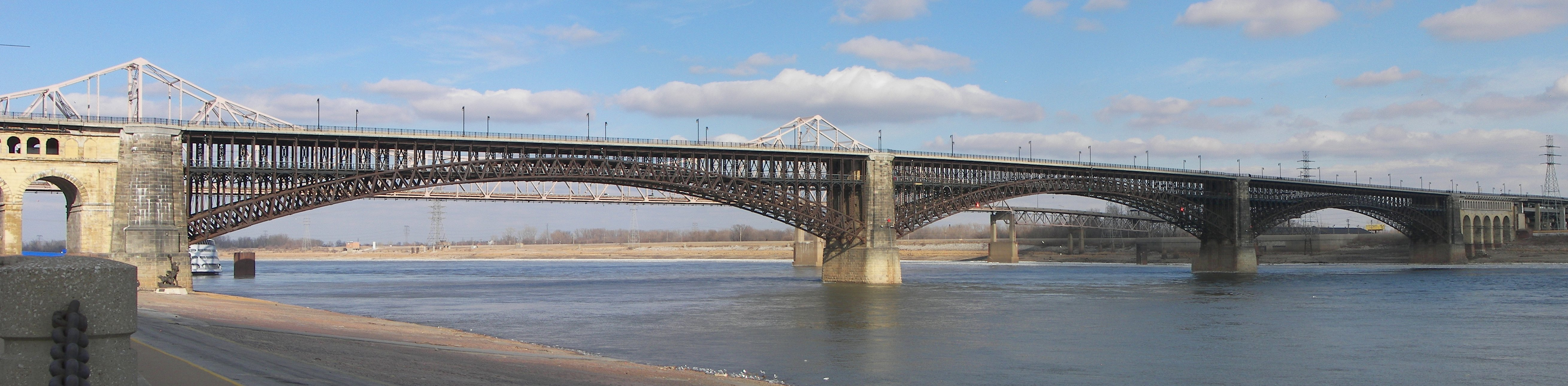
eads bridge made by american bridge company

## رقبای این شرکت
رقبای این شرکت شامل : شرکت اسکانسکا، شرکت والش و شرکت فلاتیرون است.

## تارخچه شرکت
شرکت پل آمریکا در ماه آوریل سال 1900، تأسیس شد به سرپرستی مورگان که از 28 شرکت بزرگ در ایالات متحده به‌شمار می‌آید . ریشه‌های این شرکت تا اواخر سال 1860 می‌رسد، اولین پل فلزی بر روی رودخانه می سی سی پی، در سنت لوئیس توسط این شرکت ساخته شده‌است در سال 1902، این شرکت یک شرکت تابعه از ایالات متحده به عنوان یکی از تثبیت کنندگان فولاد تبدیل شد.
این شرکت پیشرو در استفاده از فولاد به عنوان مواد ساخت و ساز، در حال توسعه ابزار و روش‌های ساخت و ساخت و ساز است که آن را به‌طور گسترده در ساختمان‌ها، پل‌ها، کشتی‌ها و دیگر برنامه‌های کاربردی استفاده می‌کند در نتیجه، و با توجه . به منابع مالی عمیق خود، شرکت پل آمریکایی در سراسر کشور و جهان یکی از شرکت‌های بزرگ هم در ابتدای کار و هم تاکنون است.
برخی پروژه‌های قابل توجه شرکت پل آمریکا را بیشتر بر عهده مهندسی ساخت و ساز می‌دانند توانایی تاریخی این شرکت بزرگ همان استفاده از فولاد است که به عنوان برگ برنده در صنعت ساختمان‌سازی از آن یاد می‌شود.
این شرکت در سال 1987 از صورت دولتی به خصوصی تبدیل شد
شرکت پل آمریکا یک شرکت ساخت و ساز افسانه‌ای است که پروژه‌هایی شامل بخش قابل توجهی از پل‌ها بزرگ در جهان، تأسیسات دریایی، و سایر سازه‌های پیچیده است. تاریخ آن، تجربه پروژه، رهبری ایمنی، شهرت و صداقت و شایستگی، تعهد و توسعه از استعداد انسانی، تجهیزات ناوگان، و بالاتر از همه، فناوری هندسی پیشرفته خود، یکی از منحصر به فردترین شرکت‌های عمرانی در جهان است.
این شرکت بر روی مدل کسب و کار بسیار متمرکز شده‌است. چشم انداز پروژه‌ها جذاب‌ترین کسانی را که از استفاده از مهندسی ساخت و سازهای پیشرفته و روش توسعه با کاهش هزینه‌های قابل توجه استفاده می‌کنند متحیر می‌کند.

## شرکت پل آمریکایی در بازار جهانی
پل آمریکایی از شرکت کنندگان پیشرو در بازارهای جهانی برای بهبود و گسترش زیرساخت‌های ساخت و ساز است. این شرکت برتری در ساخت و ساز و بازسازی کابل پل، پشتیبانی، پل متحرک، پل خرپا فولاد، فولاد و پل قوس بتن، آثار دریایی سنگین، نظامی، دولتی و زیرساخت‌های امنیتی، و هر نوع دیگر از پروژه‌های ساختاری یا دریایی که سود حاصل از پیشرفته مهارت‌های مهندسی ساخت و ساز است. این شرکت دارای تجهیزات بسیار گسترده برای طیف سازه‌های تخصصی است.
شرکت امریکن بریج یا پل آمریکایی بیشترین کار بین‌المللی را با شرکای خود انجام داده است. این شرکت در سرمایه‌گذاری مشترک خط ( کنسرسیوم ) شرکت کرده‌است.
شرکت پل آمریکایی با یکی از بزرگترین کتابخانه‌های فنی و مهندسی در جهان ارتباط دارد و از آن‌ها پشتیبانی می‌کند. جزئیات این کتابخانه از روش‌های دقیق برای ساخت هزاران پل از همه نوع مورد استفاده قرار گرفت، و به عنوان یک نقطه مرجع ارزشمند برای هر پروژه جدید در دست مطالعه قرار می‌گیرد.
شرکت پل امریکایی کنترل و تقریباً همه موارد اصلی کار، انتخاب نوع ساخت، مالکیت تجهیزات، و دفاتر منطقه‌ای متعاهد آگاه از کار، پیمانکاران فرعی و هزینه‌ها را خود انجام می‌دهد.

## صنعت آموزشی شرکت پل آمریکایی
صنعت آموزشی شرکت پل آمریکایی به این صورت است کهفارغ التحصیلان مهندسی عمران را از طریق کارآموزی و دسترسی مستقیم به دانشگاه برای شرکت، استخدام و وارد شدن به این شرکت در موقعیت مناسب می‌کند. در طول برنامه آموزشی پنج ساله خود، آن‌ها 20 هفته آموزش در کلاس درس که دربرگیرنده تاریخ و استراتژی شرکت، هزینه، زمان، و سیستم‌های کنترل پروژه، تجهیزات ناوگان و استفاده از آن، ابزار کوچک قابل استفاده، مطالعه، مهندسی ساخت و ساز، مذاکره، و دریافت بسیاری اطلاعات دیگر است. آن‌ها همچنین از طریق پنج پروژه مختلف در آن مدت تشویق می‌شوند به منظور به دست آوردن مدرک کارشناسی ارشد در هر دو مدیریت ساخت که از طریق برنامه‌های آموزشی این شرکت در رابطه با دانشگاه پیتسبورگ ارائه می‌گردد و دانشجویان می‌توانند در رشته مدیریت بازرگانی و عمران ادامه می‌دهند.